# Campeonato Mundial de Ginástica Rítmica de 1979
O VIII Campeonato Mundial de Ginástica Rítmica transcorreu entre os dias 4 e 5 de julho de 1979, na cidade de Londres, no Reino Unido.

## Eventos
- Grupos
- Individual geral
- Bola
- Corda
- Fita
- Maças

## Medalhistas
| Evento           | Ouro | Prata                                                                                   | Bronze                                                                                      |
| Grupos           | União Soviética · (38,550) | Tchecoslováquia · (38,400)                                                              | Bulgária · (38,150)                                                                         |
| Individual geral | Irina Deriugina · União Soviética · (38,500)                                                                                      | Elena Tomas · União Soviética · (38,450)                                                | Irina Gabashvili · União Soviética · (38,250)                                               |
| Fita             | Elena Tomas · União Soviética · (19,350)                                                                                          | Irina Deriugina · União Soviética · (19,300) · Kristina Guiourova · Bulgária · (19,300) | nenhuma                                                                                     |
| Corda            | Kristina Guiourova · Bulgária · (19,650)                                                                                          | Elena Tomas · União Soviética · (19,550)                                                | Iveta Havlickova · Tchecoslováquia · (19,450) · Zuzana Zaveska · Tchecoslováquia · (19,450) |
| Maças            | Daniela Bosanska · Tchecoslováquia · (19,300) · Irina Deriugina · União Soviética · (19,300) · Iliana Raeva · Bulgária · (19,300) | nenhuma                                                                                 | nenhuma                                                                                     |
| Bola             | Irina Gabashvili · União Soviética · (19,450)                                                                                     | Iliana Raeva · Bulgária · (19,350)                                                      | Irina Deriugina · União Soviética · (19,200)                                                |

## Quadro de medalhas
| Ordem | País            | Medalha de ouro | Medalha de prata | Medalha de bronze |    |
| ----- | --------------- | --------------- | ---------------- | ----------------- | -- |
| 1     | União Soviética | 5               | 3                | 2                 | 10 |
| 2     | Bulgária        | 2               | 2                | 2                 | 6  |
| 3     | Checoslováquia  | 1               | 1                | 2                 | 4  |
| TOTAL | TOTAL           | 8               | 6                | 6                 | 20 |